# 岸川健一
岸川 健一（きしかわ けんいち、1888年（明治21年）3月29日 - 1954年（昭和29年）6月10日）は、大正・昭和初期の軍人。佐賀郡兵庫村（現佐賀市）出身。最終階級は陸軍中将。

## 経歴
1888年生まれ。佐賀中学校から陸軍士官学校（陸士23期）に進み卒業後歩兵少尉に任官。麻布連隊区司令官、第6守備隊長（大佐）から少将に昇進し歩兵第29旅団長、第29歩兵団長、独立混成第17旅団長を歴任。1945年（昭和20年）3月中将に昇進し第63師団長として終戦を迎えた。
その後はシベリアに抑留され、さらに中国に引き渡され撫順戦犯管理所に収容された。1948年（昭和23年）1月31日、公職追放仮指定を受けた。所謂中国抑留者で4人いた師団長の一人（ほかは第39師団長・佐々真之助中将、第59師団長・藤田茂中将、第117師団長・鈴木啓久中将）で、抑留中の1954年収容所にて病死。生前の勲功により正四位勲一等旭日大綬章を贈られた。